# Nolan Wallach
Nolan Russell Wallach (3 de agosto de 1940) é um matemático estadunidense, conhecido por seu trabalho em teoria da representação de grupos redutivos algébricos. É autor do tratado em dois volumes Real Reductive Groups.

## Educação e carreira
Wallach estudou na Universidade de Maryland, onde graduou-se em 1962. Obteve um Ph.D. na Universidade Washington em St. Louis em 1966, orientado por Jun-Ichi Hano, com a tese A classification of real simple Lie algebras.
Foi instrutor e depois lecturer na Universidade da Califórnia em Berkeley. Em 1969 foi professor assistente na Universidade Rutgers, em 1970 professor associado e em 1972 professor pleno, e em 1986 Hermann Weyl Professor of Mathematics. Em 1989 foi professor da Universidade da Califórnia em San Diego, onde aposentou-se.
Foi palestrante convidado do Congresso Internacional de Matemáticos em Helsinque (1978: The spectrum of compact quotients of semisimple Lie groups. Foi eleito em 2004 fellow da Academia de Artes e Ciências dos Estados Unidos e em 2012 fellow da American Mathematical Society. Dentre seus alunos de doutorado consta Alvany Rocha. Supervisionou mais de 18 teses de Ph.D.

## Publicações selecionadas

### Artigos
- com Michel Cahen: Lorentzian symmetric spaces, Bull. Amer. Math. Soc., vol. 76, no. 3, 1970, pp. 585–591.  doi:10.1090/S0002-9904-1970-12448-X
- com M. do Carmo: Minimal immersions of  spheres into spheres, Annals of Mathematics, vol. 93, 1971, pp. 43–62. JSTOR 1970752
- Compact homogeneous Riemannian manifolds with strictly positive curvature, Annals of Mathematics, vol. 96, 1972, pp. 277–295. doi:10.2307/1970789
- com S. Aloff: An infinite number of distinct 7-manifolds admitting positively curved Riemannian structures, Bull. Amer. Math. Soc., vol. 81, 1975, pp. 93–97  doi:10.1090/S0002-9904-1975-13649-4
- com D. DeGeorge:  Limit formulas for multiplicities in L2(Γ \G), Annals of Mathematics, vol. 107, 1978, pp. 133–150. doi:10.2307/1971140
- com Roe Goodman: Classical and quantum mechanical systems of Toda lattice type, 3 Parts, Comm. Math. Phys., Part I, vol. 83, 1982, pp. 355–386,  doi:10.1007/BF01213608; Part II, vol. 94, 1984, pp. 177–217,  doi:10.1007/BF01209301; Part III, vol. 105, 1986, pp. 473–509,  doi:10.1007/BF01205939
- com A. Rocha-Caridi: Characters of irreducible representations of the Lie algebra of vector fields on the circle, Invent. Math., vol. 72, 1983, pp. 57–75 doi:10.1007/BF01389129
- com A. Rocha-Caridi: Highest weight modules over graded Lie algebras: resolutions, filtrations and character formulas, Transactions of the American Mathematical Society, vol. 277, 1983, pp. 133–162  doi:10.1090/S0002-9947-1983-0690045-3
- com T. Enright, R. Howe: A classification of unitary highest weight modules, in: Representation theory of reductive groups (Park City, Utah 1982), Progress in Mathematics 40, Birkhäuser 1983, pp. 97–143 doi:10.1007/978-1-4684-6730-7_7
- com A. Rocha-Caridi: Characters of irreducible representations of the Virasoro-Algebra, Mathematische Zeitschrift, vol. 185, 1984, pp. 1–21
- Invariant differential operators on a reductive Lie algebra and Weyl group representations, J. Amer. Math. Soc., vol. 6, no. 4, 1993, pp. 779–816. doi:10.2307/2152740
- Quantum computing and entanglement for mathematicians, in: Representation theory and complex analysis, pp. 345–376, Lecture Notes in Math. No. 1931, Springer 2008 doi:10.1007/978-3-540-76892-0_6
- com G. Gour: Classification of multipartite entanglement of all finite dimensionality, Phys. Rev. Lett., vol. 111, 2013, 060502 doi:10.1103/PhysRevLett.111.060502

### Livros
- Harmonic analysis on homogeneous spaces, New York: Marcel Dekker 1973
- Symplectic geometry and Fourier analysis, Brookline: Math. Science Press 1977[6]
- Real Reductive Groups, 2 vols., Academic Press 1988,[7] 1992[8]
- com Roe Goodman: Representations and invariants of the classical groups, Cambridge University Press 1998;[9] 1st pbk edition, 1999; reprint with corrections, 2003
- com Armand Borel: Continuous cohomology, discrete subgroups and representations of reductive groups, Annals of Mathematical Studies 94, 1980, 2nd edition, American Mathematical Society 2013
- com Roe Goodman: Symmetry, representations, and invariants, Graduate Texts in Mathematics, Springer 2009[10]
- Geometric Invariant Theory: Over the Real and Complex Numbers, Universitext, Springer 2017